# Independentismo groenlandés

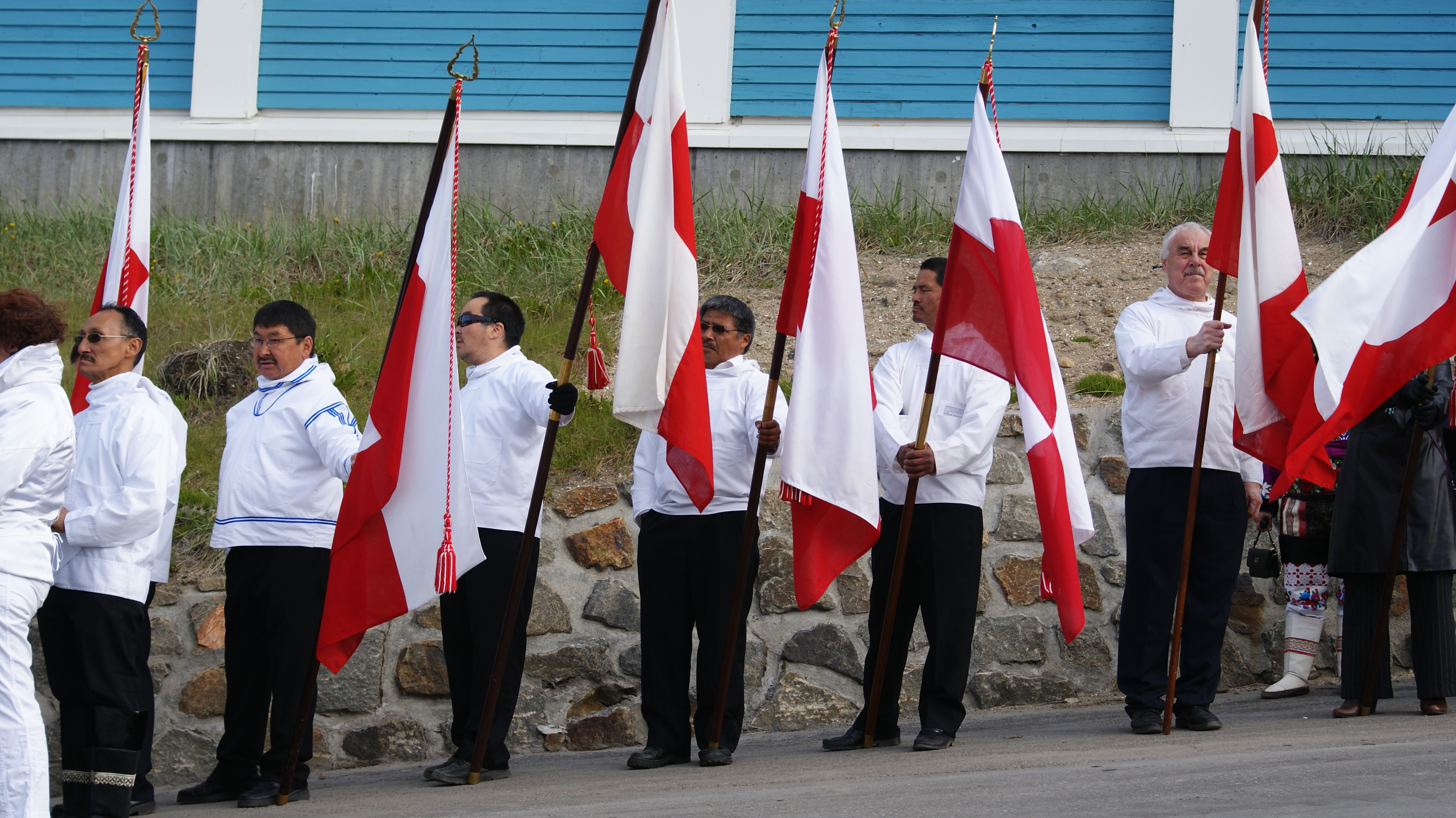
Celebración del Día Nacional de Groenlandia en Sisimiut el 21 de junio de 2010, un año después de la puesta en vigor del autogobierno en 2009.

La independencia de Groenlandia es un objetivo político de algunos partidos políticos (tales como Inuit Ataqatigiit, Partido Inuit y Siumut), grupos de interés y personas individuales de Groenlandia, un territorio autónomo que forma parte de la Mancomunidad del Reino danés, para pasar a ser un Estado soberano independiente.

## Historia

### Colonización nórdica y dominio escandinavo de Groenlandia
Según sostiene la comunidad académica, los primeros asentamientos nórdicos conocidos en Groenlandia procedían de Islandia. Erik el Rojo fundó una colonia en 985. Se cree que el dominio islandés sobre Groenlandia perduró hasta 1261. El Reino de Noruega reclamó a su vez Groenlandia y la controló desde alrededor de 1261 hasta 1319.

### DelsigloXIVa la Segunda Guerra Mundial
Entre 1380 y 1814 se unificó el mandato noruego y danés sobre Groenlandia en un solo reino, primero como la Unión de Kalmar y después como el Reino de Dinamarca y Noruega. Esto terminó el 14 de enero de 1814, cuando Dinamarca cedió Noruega como resultado de las guerras napoleónicas en Europa. Como consecuencia del Tratado de Kiel, Dinamarca obtuvo el control colonial completo. Entre 1814 y 1953, Groenlandia era una colonia, dependiente de Dinamarca y directamente administrada por el gobierno danés, pero sin ser parte de Dinamarca.

### Protectorado estadounidense y ocupación
Entre 1940 y 1945, durante la Segunda Guerra Mundial, Dinamarca estuvo ocupada por la Alemania nazi. En consecuencia, los gobiernos danés y estadounidense firmaron un acuerdo para ceder la defensa y el control de Groenlandia a los Estados Unidos el 9 de abril de 1941. Las primeras tropas estadounidenses llegaron a Groenlandia el 7 de julio de 1941. Groenlandia gozó de independencia efectiva durante esos años y permitió que Estados Unidos construyera bases en su territorio. Concluida la guerra, se restauró la situación prebélica, solo que permanecieron las bases estadounidenses y Dinamarca, y Groenlandia como parte de ella, se unió a la OTAN.

## Pasos hacia una mayor soberanía
En 1953, Groenlandia obtuvo su representación en el Parlamento de Dinamarca y fue reconocida como provincia (amt) de Dinamarca. Después de esto, tras un referéndum en 1979, el gobierno danés concedió la autonomía a Groenlandia, aunque Dinamarca mantuvo las competencias en materia de relaciones exteriores y defensa.
En 2008, los ciudadanos de Groenlandia votaron en un referéndum a favor de un mayor grado de autogobierno. Groenlandia tomó control del sistema legal, de la guardia costera y del cumplimiento de la ley. El idioma oficial dejó de ser el danés para ser el groenlandés. Estas medidas entraron en vigor el 21 de junio de 2009, Día Nacional de Groenlandia.
Una encuesta de 2016 reveló que hay una clara mayoría (un 64%) entre los groenlandeses a favor de la plena independencia, pero otra encuesta de 2017 mostró una clara oposición (un 78%) si la independencia conllevaba una caída del nivel de vida.
El ex primer ministro groenlandés Kuupik Kleist ha expresado repetidamente la necesidad de diversificar la economía de Groenlandia, que depende principalmente de la pesca, el turismo y una cuantiosa partida presupuestaria anual del Estado danés. La partida anual corresponde a cerca de dos tercios del presupuesto total del gobierno de Groenlandia o cerca de un cuarto del PIB de Groenlandia. La estabilidad económica está considerada básica para la independencia política plena de Groenlandia respecto de Dinamarca. Cuando Kim Kielsen fue reelegido con una gran mayoría como líder del principal partido independentista de Groenlandia, Siumut, en 2017, los observadores lo consideron una victoria para los partidarios de la  «independencia lenta» frente a los partidarios de la «independencia ahora» (su adversario Vittus Qujaukitsoq defendió la independencia aunque ello conllevara la pérdida de la cuantiosa partida presupuestaria anual del Estado danés).